# Motorola 68000
Motorola 68000 je 16/32 bitna CISC obitelj mikroprocesora koje je razvila tvrtka Motorola, sada dio tvrtke Freescale Semiconductors. Prvi primjerci pojavili su se na tržištu 1979. u HMOS izvedbi, i još se danas široko proizvode.

## Povijest razvoja
Tijekom 1970-tih započelo je brzo prihvaćanje 8-bitnih mikropreradnika, i mnogi proizvođači ohrabreni ovim uspjehom započeli su s izrađivanjem novih mikropreradnika sredinom 1970-tih sa širom datotečnom opsegom od 16-bita koji su tada samo bili dostupni na mikroračunalima. Prva tvrtka koja je na izbacila 16 bitni mikropreradnik na tržište bila je tvrtka National Semiconductors s modelima IMP-16 i PACE između 1973. i 1975. godine. Tvrtka Intel radila je istih godina projekt na 16-32 bitnom iAPX 432 od 1975. dok je rad na projektu Intel 8086 je započeo 1976. godine.
Tvrtka Motorola je stvorila mikropreradnik Motorola 68000 iz projekta MACSS (Motorola Advanced Computer System on Silicon, hrv. "Motorolin napredni računalni sustav na siliciju") koji je započeo 1976., a cilj je bio razvijanje nove arhitekture CPU-a bez unazadne kompatibilnosti s 8-bitnim modelima. Pošto je Motorola započela kasno sa svojim projektom, dizajneri i inženjeri Motorole stavili su više tranzistora na silicijsku pločicu nego svoji konkurenti, i uporabili su neka posebna rješenja. Isto tako naredbeni skup je bio podešen za operacijski sustav UNIX tako da je ovaj mikropreradnik postao popularan za radne stanice Sun, Apollo koje su imale svoje inačice UNIXa. Isto tako zbog dobrih performansi Motorola 68000 bila je u mnogim popularnim računalima svoga vremena kao na primjer Apple Macintosh, Amiga, Atari ST. Isto tako, Motorola 68000 nalazila se u mnogim arkadnim videoigrama, u konzoli Sega Mega Drive

### Drugi proizvođači
- Hitachi  (HD68000)
- Mostek   (MK68000)
- Rockwell (R68000)
- Signetics  (SCN68000)
- Thomson/SGS-Thomson (prvo EF68000, a poslije TS68000)
- Toshiba (TMP68000)

### Korisnici
- Apple
  - Macintosh
  - Apple Laser Writer
- Hewlett-Packard
  - HP LaserJet
- Commodore
  - Amiga
- Atari
  - Atari ST
- Palm